# Вежбиця (гміна, Радомський повіт)
Гміна Вежбиця (пол. Gmina Wierzbica) — сільська гміна у центральній Польщі. Належить до Радомського повіту Мазовецького воєводства.
Станом на 31 грудня 2011 у гміні проживало 10093 особи.

## Площа
Згідно з даними за 2007 рік площа гміни становила 93.97 км², у тому числі:
- орні землі: 90.00 %
- ліси: 2.00 %

Таким чином, площа гміни становить 6.14 % площі повіту.

## Населення
Станом на 31 грудня 2011:
| Опис     | Загалом | Загалом | Чоловіки | Чоловіки | Жінки | Жінки |
| -------- | ------- | ------- | -------- | -------- | ----- | ----- |
| одиниця  | осіб    | %       | осіб     | %        | осіб  | %     |
| все      | 10093   | 100     | 5145     | 50.98    | 4948  | 49.02 |
| міське   | 0       | 100     | 0        |          | 0     |       |
| сільське | 10093   | 100     | 5145     | 50.98    | 4948  | 49.02 |

## Відомі уродженці
- Влодзімеж Завадський (1967) — польський борець греко-римського стилю, призер чемпіонатів світу, триразовий чемпіон Європи, чемпіон Олімпійських ігор.

## Сусідні гміни
Гміна Вежбиця межує з такими гмінами: Ілжа, Коваля, Міжець, Мірув, Оронсько, Скаришев, Ястшомб.